# Temple-block
El temple-block és un instrument de percussió similar a la caixa xinesa però de forma esfèrica. Es toca normalment a la Xina, Japó i Corea. Es tracta d'un idiòfon de fusta (encara que pugui semblar aplanat) amb una ranura a un costat perquè tingui ressonància, que es percudeix amb una baqueta dura. Normalment, el temple-block va muntat sobre un suport on se'n situen varis de diverses grandàries.